# Richard Foronjy
Richard Foronjy, né le 3 août 1937 à Brooklyn (New York, État de New York) et mort le 19 mai 2024 à Fishkill, État de New York, est un acteur américain.

## Filmographie partielle
- 1973 : Serpico de Sidney Lumet : Rudy Corsaro
- 1974 : Le Flambeur (The Gambler) de Karel Reisz
- 1981 : Le Prince de New York  (Prince of the City) de Sidney Lumet : Joe Marinaro
- 1984 : Il était une fois en Amérique de Sergio Leone : officier 'Fartface' Whitey
- 1984 : Repo man de Alex Cox : Plettschner
- 1986 : Le Lendemain du crime (The Morning After) de Sidney Lumet : sergent Greenbaum
- 1988 : Midnight Run de Martin Brest : Tony Darvo
- 1989 : SOS Fantômes 2 de Ivan Reitman : Con Ed Supervisor Fianella
- 1993 : L'Impasse de Brian De Palma : Pete Amadesso